# The Mudlarks
The Mudlarks was een Britse pop-familie-zanggroep uit de late jaren 1950 en de vroege jaren 1960.

## Bezetting
- Jeff Mudd (geb. 1935)
- Fred Mudd (1937–2007)
- Mary Mudd (geb. 1939)

## Geschiedenis
The Mudlarks waren een familiegroep uit Luton (Bedfordshire). In overeenstemming met het toentertijd persen van nieuwe platen, hadden ze allemaal werk bij de Vauxhall Motors-fabriek in Luton en zongen ze in hun vrije tijd samen. In 1958 trokken ze de aandacht van de BBC Radio muziekpresentator David Jacobs, die hen een optreden bij de Six-Five Special tv-show en een platencontract met Columbia Records in het vooruitzicht stelde.
Hun eerste publicatie Mutual Admiration Society bleef zonder succes, maar hun tweede, een cover van de Amerikaanse noveltysong Lollipop, oorspronkelijk opgenomen door het duo Ronald & Ruby en meer succesvol door The Chordettes, steeg naar een 2e plaats in de Britse singlehitlijst. De opvolgende single Book of Love, een cover van The Monotones, werd ook een top 10-hit. Aan het eind van 1958 werden The Mudlarks gekozen tot de beste Britse zanggroep door de lezers van de New Musical Express. Jeff Mudd verliet daarna de groep, toen hij gevraagd werd voor de National Service. Hij werd vervangen door David Lane (echte naam David Burgess, 1938 – 2010), een presentator en entertainer in het Manchester clubcircuit. The Mudlarks gingen verder met het maken van opnamen tot 1964, maar hadden slechts nog een hit: The Love Game (30e plaats, 1959).

## Privéleven en overlijden
Fred Mudd trouwde met Leila Williams, die Miss Great Britain werd in 1957 en mede-presentatrice was van het BBC-kinderprogramma Blue Peter van 1958 tot 1962. Fred Mudd overleed in 2007 in Marbella. Hij liet een weduwe, een dochter en drie kleinzoons achter.
In 1962 trouwden Mary Mudd en David Lane in Newton Abbot. Lane overleed in zijn huis in Hattersley in 2010, na een 8-jarige lijdensweg aan de gevolgen van kanker.

## Discografie

### Singles
Columbia Records
- 1958: Mutual Admiration Society/ A New Love
- 1958: Lollipop/ Young Dove's Calling
- 1958: Book Of Love/Yea, Yea
- 1958: There's Never Been A Night/ Lightnin' Never Strikes Twice
- 1958: My Grandfather's Clock/ Which Witch Doctor
- 1959: The Love Game/ Abdul The Bulbul Amer Cha Cha
- 1959: Tell Him No/ Time Flies
- 1959: Waterloo/ Mary
- 1959: True Love, True Love/ Tennessee
- 1960: Candy/ Never Marry A Fishmonger
- 1960: You're Free To Go/(You've Got To) Move Two Mountains
- 1961: When Mexico Gave Up The Rumba/ Toy Balloon
- 1961: The Mountain's High/ Don't Gamble With Love
- 1962: Coney Island Washboard/ Them Twistin' Bones
- 1962: Mañana Pasado Mañana/ March Of The Broken Hearts

Decca Records
- 1962: I've Been Everywhere/ Just The Snap Of Your Fingers
- 1962: The Little Cracked Bell Of San Raquel/ La De Da

Fontana Records
- 1964: Walk Around/ Here's Another Day

### EP
- 1958: The Mudlarks (met begeleiding van Ken Jones)

There's Never Been A Night / Lollipop / Lightnin' Never Strikes Twice / Book Of Love